# Lypusa tokari
Lypusa tokari är en fjärilsart som beskrevs av Gustav Elsner, Jan Liška och Miloslav Petrû 2008. Lypusa tokari ingår i släktet Lypusa. Enligt Dyntaxa ingår Lypusa i familjen tubmalar, Lypusidae, men enligt Catalogue of Life är tillhörigheten istället familjen säckspinnare, (Psychidae).
Arten är inte funnen i Sverige.